# 諾格羅德

## 介紹
在托爾金（J. R. R. Tolkien）的奇幻小說裡，諾格羅德（Nogrod）是矮人在西方的兩個城市中的其中一個，位於中土大陸多爾梅德山（Mount Dolmed）以南，伊瑞德隆（Ered Luin）內。諾格羅德是Firebeards族矮人的故鄉。
貝爾蘭（Beleriand）辛達林語裡的諾格羅德，譯作現代英語是指The Hollowbold。以矮人語稱呼則叫Tumunzahar，不知道這是甚麼意思。

## 維拉時代
諾格羅德是矮人七族的其中一族所建立的，「他們與他們的伙伴住在很深的地方」。Firebeards族矮人及Broadbeams族矮人「在伊瑞德隆的東面、多爾梅德附近挖掘他們的廳堂。」
維拉時代約1250年，兩族矮人與貝爾蘭的辛達族精靈建立了關係，「他們相處很融洽」。這使兩族有更進一步的合作關係。約50年後，Broadbeams族矮人在埃盧·庭葛（Elu Thingol）的號召下，參與明霓國斯（Menegroth）的修建工作。
兩族「在貝蘭爾交易，造了一條路直通多爾梅德」，透過這樣，矮人和精靈「獲得巨大的利潤」。
貝磊勾斯特（Belegost）的工人一手處理石工，但在金屬技藝上「無人能夠勝過諾格羅德的工匠」，「他們有高超的技術」。諾格羅德最有名的鐵匠是塔爾查（Telchar），他是Gamil Zirak的徒弟，他為埃盧·庭葛鑄造寶刀安格瑞斯特（Angrist）及納希爾聖劍（Narsil）。

## 第一紀元
諾多精靈（Noldor）回到中土大陸，並勸說諾格羅德矮人對抗魔苟斯（Morgoth），Firebeards族矮人遂「終止了在貝爾蘭的貿易」，至第一紀元約150年，諾格羅德矮人與卡蘭希爾（Caranthir）的諾多精靈部落恢復商業關係。在天啟的第五次戰爭時期，「諾多精靈協助矮人，他們的軍隊都有良好的武器供給」，這可能是由於「矮人的礦物會首先交到卡瑞瑟爾手上」。
但是，埃盧·庭葛及多個Firebeards族矮人因爭奪項鍊諾戈拉美爾（Nauglamír）而被殺，使諾格羅德和多瑞亞斯的關係迅速惡化。諾格羅德的統治者召集軍隊洗劫明霓國斯，但這支軍隊卻被貝倫（Beren）率領的綠精靈（Green Elves）及樹人伏擊而覆沒。
與貝磊勾特同樣，當伊瑞德隆（Ered Luin）在第一紀元末的憤怒之戰裡崩壞後，諾格羅德被毀壞。

## 第二紀元
戰後，大部分諾格羅德矮人離開諾格羅德，前往凱薩督姆並併入那裡，其他則留在伊瑞德隆。至第四紀元，Firebeards族矮人己大幅減少。